# Sametoví vrazi
 Sametoví vrazi és una pel·lícula del 2005 dirigida per Jirí Svoboda.

## Argument
Basat en fets verídics, aquest thriller narra una sèrie de crims que van tenir lloc el novembre de 1989: les víctimes dels anomenats "Assassins d'Orlik" van ser trobades en el fons d'un llac a Bohèmia. El policia Karel Hrubes (Michal Dlouhý) vol augmentar els seus ingressos de qualsevol manera... Amb l'ajuda de 2 amics decideixen muntar un prostíbul de luxe. Necessitaran algun crèdit bancari i avals que els garanteixin els préstecs. Per a això optaran per la via més ràpida, assassinar al qui s'interposi al camí, contractant a un sicari. Un dels seus objectius serà destrossat per un paquet-bomba, un altre tirotejat a la seva pròpia casa...

## Repartiment
- Michal Dlouhý: 	Karel Hrubes
- Jan Dolanský: 	Ludvík Krízek
- Richard Krajco: Igor Chvalkovský
- Alice Bendová: Iveta
- Lucie Benesová: Irena
- Dusan Urban: 	Láda Rejsek
- Pavel Reznícek: Al Fargali
- Lubos Veselý: Capità Josef Hosek
- Jan Vondrácek: 	Petr Vychodil
- Dusan Skubal: 	Major Smola
- Petr Motloch: 	Charvát
- Andrea Kulasov: á Vera
- Jirí Kodes: Major Jaroslav Pouzar
- Jirí Zeman: Viktor
- Gabriela Wilcková: 	Bozenka Rejsková

## Comentaris
Basats en uns esdeveniments que van tenir lloc el novembre de 1989 coneguts com els Assassins d'Orlik. Els cadàvers es van trobar al Llac Orlík, a Bohèmia (República Txeca).